# AMR 33
Пулемётная разведывательная машина, модель 1933 (фр. Auto-mitrailleuse de reconnaissance), AMR 33, известный также как VM — французский лёгкий танк 1930-х годов. Был создан фирмой «Рено» в 1933 году в качестве разведывательного танка для кавалерийских подразделений, в 1933—1934 годах было выпущено 123 танка этого типа, включая прототипы.
Поскольку использование серийных танков показало высокую частоту отказов подвески, дальнейшие заказы танков этого типа не производились. AMR 33 использовались французскими войсками во Второй мировой войне, в том числе в боях лета 1940 года. После капитуляции Франции большая часть этих танков была захвачена германскими войсками и использовалась ими в качестве танкетки под обозначением Pr.Sp Wg. VM 701(f).

## История создания
Исходя из того факта, что оставшийся после Первой мировой войны большой запас лёгких танков FT 17 (FT 18) и тяжёлых танков 2C начинает постепенно устаревать, французское правительство 4 июля 1930 года начало разрабатывать план по созданию сил, способных в случае необходимости и поддержать её союзников в «санитарном кордоне» против СССР. Эти силы должны состоять из пяти дивизий моторизованной пехоты, пяти существующих кавалерийских дивизий и одной кавалерийской бригады, каждая из которых должна была быть механизирована. Поскольку в кавалерии не предусматривались танки, это повлекло за собой создание специализированной машины. 16 января 1932 года, она стала называться Auto-mitrailleuse Reconnaissance (AMR), то есть разведывательная бронемашина. Первоначально эту нишу занял Citroën P 28 (принята на вооружение в роли учебной машины в 1933 году и изготовленной в количестве 50 штук из не броневой стали). Однако уже 16 января 1932 года появился проект Renault VM. Согласно спецификации, гусеничный «броневик-разведчик» должен был иметь боевую массу 3,5 т, броню толщиной 8 мм, впоследствии увеличенную до 13 мм, вооружение в виде пулемёта MAC Mle.1931, установленного во вращающейся башне. Экипаж — 2 человека.
В 1932 году было построено 5 прототипов (№№ 79756 — 79760), в 1933 — 115 и в 1934 — 3 серийных танков (№№ 81680 — 81740, номера еще 4 машин не известны, 83916 — 83965, 88936 — 88938).
Прототипы с №№ 79756 — 79758, а так же последние три танка с №№ 88936 — 88938 получили подвеску по типу AMR 35 ZT.
Прототипы №№ 79756 и 79757 в 1935 году были переданы в войска, № 79758 использовался для тестов, а машины с №№ 79759 и 79760 стали прототипами AMR 35 ZT.
Таким образом всего армия получила 120 ARM 33 VM - 2 опытных и 118 серийных.

## Описание конструкции
Корпус и башня танка собирались на уголковом каркасе из стальных броневых листов с помощью клёпочных соединений. Бронелисты имели небольшие углы наклона. Башня танка была смещена относительно продольной оси к левому борту, а двигатель Reinstella — к правому. Пулемёт монтировался в башне в специальной шаровой установке. Компоновка танка была классической — впереди отделение управления и боевое отделение, в задней части машины справа находился двигатель. Экипаж танка составлял два человека. Один из них выполнял функцию водителя и размещался в корпусе машины впереди слева, почти перед самой башней. Другой член экипажа выполнял функцию командира и находился в башне, ведя в случае необходимости огонь из штатного вооружения — пулемёта Reibel калибра 7,5 мм с боезапасом 2500 патронов.

## Боевое применение
К 10 мая 1940 года числилось 120 таких танков. Почти все они входили в состав легких кавалерийских дивизий (DLC). Согласно штатам, в каждой такой дивизии должно было состоять по 26 AMR 33 VM. Всего их получили четыре DLC:
2-я — 22
3-я — 20
4-я — 23
5-я — 26
19 машин находились вне воинских частей (школы, склады и т.п.)
10 танков находились в колониях
Виду скоротечности боевых действий, какой либо объективной информации о применении танков не сохранилось.
Несколько трофейных машин использовались немцами под наименованием Pr.Sp.Wg.VM 701(f).

## Организационная структура
AMR 33VM состояли на вооружении разведывательных подразделений механизированных пехотных Division d’Infanterie Mecanique (DIM) и кавалерийских дивизий Division Légère Mecanique (DLM) и соответствующих бригад. 
По предвоенным штатам в каждой из пяти существовавших лёгких кавалерийских дивизий Division Légère de Cavalerie (DLC) в моторизованном драгунском полку Regiment Dragons Portes (RDP) данной дивизии должно было находиться по 26 танка AMR 33VM в составе двух полуэскадронов.

### Трофейные машины
В немецкой армии танки AMR 33 (Renault VM) использовались под обозначением Panzerspähwagen VM 701(f).

## Сохранившиеся экземпляры
Франция — единственный сохранившийся экземпляр находится в танковом музее в Сомюре.

## Оценка машины
Главным недостатком AMR 33VM как бронетехники были тонкая броня (5 — 13 мм) и слабое вооружение (1 пулемёт). Несмотря на эти недостатки, танки имели высокую скорость и хорошую проходимость, за что пользовались заслуженным уважением во французских бронетанковых частях и подразделениях.

## Модификации
AMR 35 — улучшенная версия более раннего AMR 33 и также предназначался на роль разведывательного танка кавалерийских соединений. Разработан фирмой «Рено», серийно производился с 1935 года до капитуляции Франции в 1940 году.

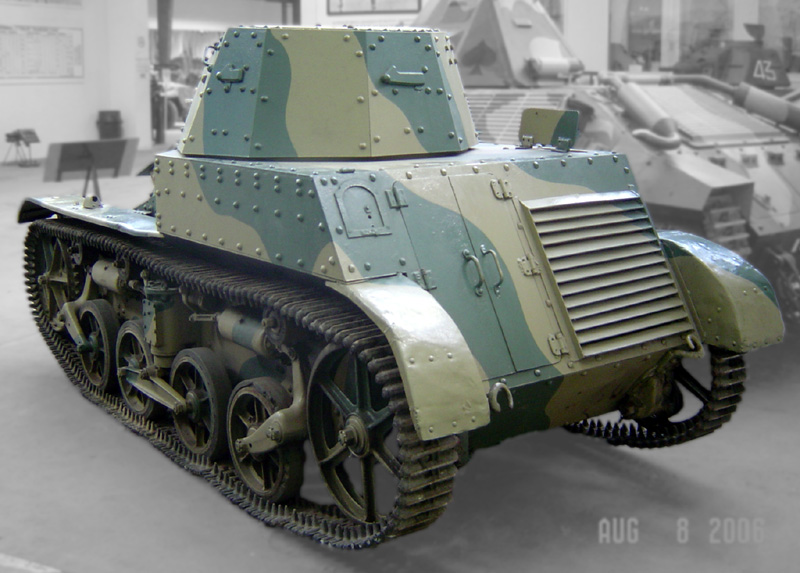
AMR 33
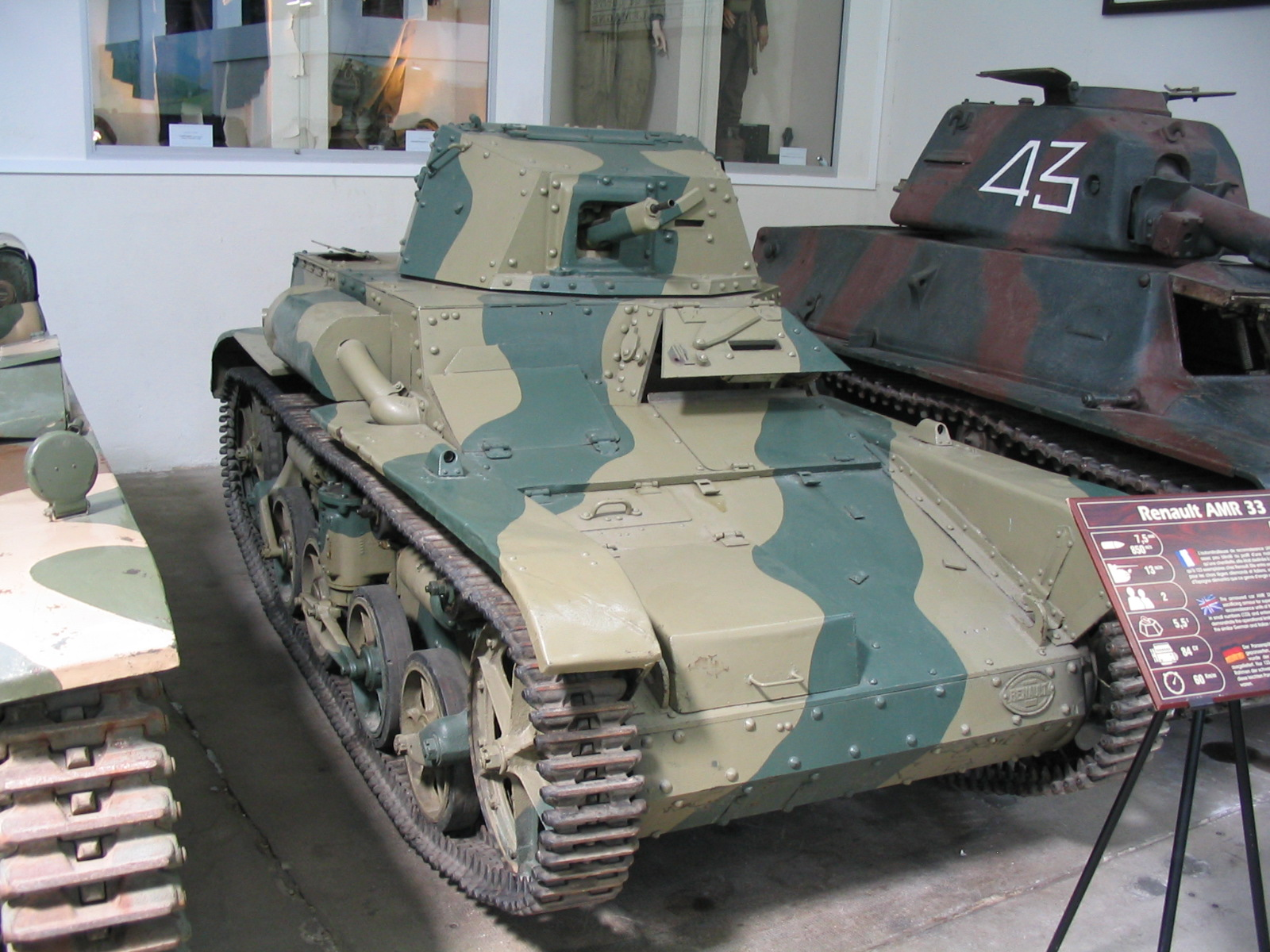
AMR 33 в Сомюрском бронетанковом музее